# Liste von Bergen und Erhebungen in Kenia
Dies ist eine Liste von Bergen und Erhebungen in Kenia. Sie beschränkt sich auf Berge mit einer Höhe über 1000 m.
| Bild | Name                          | Höhe   | Gebirge            | Region            | Lage                                                         | Bemerkung                                                          |
| ---- | ----------------------------- | ------ | ------------------ | ----------------- | ------------------------------------------------------------ | ------------------------------------------------------------------ |
| 1    | Batian                        | 5199 m | Mount-Kenya-Massiv | Meru, Kenia       | !499.8500005537.3000005                                      | höchste Erhebung Kenias, höchster Gipfel des Mount-Kenya-Massivs   |
| 1    | Sudek                         | 4302 m |                    | Bungoma, Kenia    | !501.1300005534.5500005                                      | Gipfel des Mount Elgon, der höchste Gipfel Wagagai liegt in Uganda |
| 1    | Oldoinyo Lesatima             | 4001 m | Aberdare Range     | Nyandarua, Kenia  | !499.6883335536.6141675                                      | höchste Erhebung der Aberdare Range                                |
| 0 BW | Chepunyal Hills / Mount Mtelo | 3334 m |                    | West Pokot, Kenia | !501.6591675535.3825005 1.6591666666667 35.3825 3334         |                                                                    |
| 0 BW | Mount Ng'iro                  | 2848 m |                    | Samburu, Kenia    | !502.1916675536.8158335 2.1916666666667 36.815833333333 2848 |                                                                    |
| 0 BW | Mount Kulal                   | 2285 m |                    | Marsabit, Kenia   | !502.7291675536.9233335 2.7291666666667 36.923333333333 2285 |                                                                    |
| 0 BW | Oldoinyo Sapuk                | 2150 m |                    | Machakos, Kenia   | !498.8600005537.2570005                                      |                                                                    |
| 1    | Mount Marsabit                | 1707 m |                    | Marsabit, Kenia   | !502.3170005537.9620005                                      |                                                                    |
| 0 BW | Mogila                        | 1698 m |                    | Turkana, Kenia    | !504.4751395534.3835825                                      |                                                                    |
| 0 BW | Ajao Hill                     | 1002 m |                    | Wajir, Kenia      | !502.9410005539.7190005                                      |                                                                    |